# Stigmatophora flava
Stigmatophora flava är en fjärilsart som beskrevs av Bremer och William Grey 1852. Stigmatophora flava ingår i släktet Stigmatophora och familjen björnspinnare. Inga underarter finns listade i Catalogue of Life.